# Birds of Fire
| 전문가 평가                          | 전문가 평가 |
| 평가 점수                            | 평가 점수   |
| 출처                                 | 점수        |
| ------------------------------------ | ----------- |
| AllMusic                             | [ 1 ]       |
| Christgau's Record Guide             | A−          |
| The Rolling Stone Jazz Record Guide  | [ 3 ]       |
| Sputnikmusic                         | 5/5         |
| The Penguin Guide to Jazz Recordings | [ 5 ]       |

《Birds of Fire》는 미국의 재즈 퓨전 밴드 마하비시누 오케스트라의 두 번째 스튜디오 음반이다. 1973년 1월 3일 컬럼비아 레코드에 의해 발매되었으며 원래 밴드 라인업이 해체되기 전에 발매한 마지막 스튜디오 음반이다.
이 그룹의 이전 음반인 《The Inner Mounting Flame》과 마찬가지로 《Birds of Fire》는 존 맥러플린의 작곡으로만 구성되어 있다. 여기에는 맥러플린이 그의 친구이자 전 밴드 리더에게 헌정한 트랙 〈Miles Beyond〉 (마일스 데이비스)가 포함되어있다.
음반의 뒷면 커버에는 스리 친모이의 시 "Revelation"이 포함되어 있다.

## 발매
표준 2채널 스테레오 음반 외에도 1973년 LP와 8트랙 테이프로 발매된 4채널 쿼드러포닉 버전이 있었다. 쿼드 LP는 SQ 매트릭스 형식으로 인코딩되었다.
첫 번째 CD는 1986년에 발행되었다. 이 음반의 리마스터 버전은 2000년 소니 뮤직 엔터테인먼트에 의해 CD로 발매되었다. 그것은 밴드의 사진뿐만 아니라 《재즈타임스》 비평가 빌 밀코우스키의 새로운 라이너 노트 세트를 특징으로 한다. 2015년 이 음반은 스테레오와 쿼드 믹스가 모두 포함된 오디오 피델리티에 의해 슈퍼 오디오 CD로 재발매되었다. 같은 내용이 소니 뮤직에 의해 2021년 일본 SACD에서 재발행되었다.

## 곡 목록
모든 곡들은 존 맥러플린에 의해 작곡하였다.
| #  | 제목                                | 재생 시간 |
| -- | ----------------------------------- | --------- |
| 1. | 〈Birds of Fire〉                   | 5:50      |
| 2. | 〈Miles Beyond〉                    | 4:47      |
| 3. | 〈Celestial Terrestrial Commuters〉 | 2:54      |
| 4. | 〈Sapphire Bullets of Pure Love〉   | 0:24      |
| 5. | 〈Thousand Island Park〉            | 3:23      |
| 6. | 〈Hope〉                            | 1:59      |

| #   | 제목                 | 재생 시간 |
| --- | -------------------- | --------- |
| 7.  | 〈One Word〉         | 9:57      |
| 8.  | 〈Sanctuary〉        | 5:05      |
| 9.  | 〈Open Country Joy〉 | 3:56      |
| 10. | 〈Resolution〉       | 2:09      |